# ادسا

جزیره (بین‌النهرین) و مناطق اطراف آن در طول دوره مسیحیت اولیه، با ادسا در ربع بالا سمت چپ

رُها (یونانی: Ἔδεσσα اِدِسا، آرامی: Riha یا Urhāy، ارمنی: Urhai، عربی: الرها) شهری باستانی (پولیس) شهری تاریخی از عصر آشوریان باستان بوده، واقع در شمال میان‌رودان جزیرهٔ مابین موصل و شام که یونانیان آن را اِدِسا می‌نامیدند، بود که در طول دورهٔ هلنیستی توسط پادشاه سلوکوس یکم نیکاتور، (۳۰۵–۲۸۱ پ. م)، بنیانگذار امپراتوری سلوکی تأسیس (بازسازی) شد. بعدها پایتخت پادشاهی اسروئن شد و در ادامه به‌عنوان پایتخت استان رومی اسروئن ادامه یافت. در دوران باستان متأخر، به مرکز برجستهٔ مسیحی و مقر مدرسه تعلیماتی ادسا تبدیل شد. در طول جنگ‌های صلیبی، این شهر پایتخت کنت‌نشین ادسا بود.
این شهر در کنار رودخانهٔ دیسان (لاتین: Scirtus; ترکی استانبولی: Kara Koyun)، یکی از شاخه‌های خابور واقع شده بود و توسط قلعه Şanlıurfa، ارگ مرکزی مرتفع دفاع می‌شد.
ادسا باستان سلف اورفا کنونی (ترکی استانبولی: Şanlıurfa; کردی: ریها؛ عربی: الرُّهَا، آوانگاری: ar-ruhā؛ در استان شانلی اورفه، ترکیه است. نام‌های امروزی این شهر احتمالاً از «اورهای» یا «اورهای» (سریانی کلاسیک: ܐܘܪܗܝ)، نام سریانی قبل از تأسیس مجدد شهر توسط سلوکوس یکم نیکاتور، گرفته شده است. پس از شکست سلوکیان در جنگ‌های اشکانی-سلوکی، ادسا پایتخت پادشاهی اسروئن شد، با تمدن ترکیبی هلنیستی و سامی. ریشه نام اسروئن خود احتمالاً مربوط به اورهای است. نیز بنا بر نظریه دیگر نام آن برگرفته از پارسی «خسرو» بوده است.
جمهوری روم اعمال نفوذ سیاسی بر پادشاهی اسروئن و پایتخت آن ادسا را از سال ۶۹ پیش از میلاد آغاز کرد. در سال ۲۱۲ یا ۲۱۳ به یک کلونیا (رومی) تبدیل شد، اگرچه تا سال ۲۴۳ یا ۲۴۸ پادشاهان محلی اسروئن وجود داشتند. در اواخر دوره باستان، ادسا یک شهر مهم در طول جنگ‌های اشکانی-سلوکی و در دوران روم شهر مهم مرزی با امپراتوری ساسانی بود. در سومین حمله شاپور یکم شاهنشاه ساسانی (۲۴۰–۲۷۰) به قلمروی روم، در برابر حمله شاپور، مقاومت کرد. در نبرد ادسا در سال ۲۶۰، شاپور، والرین امپراتور روم (۲۵۳–۲۶۰) را شکست داد و او را زنده به اسارت گرفت، که فاجعه‌ای بی‌سابقه برای دولت روم بود.
«Laterculus Veronensis» ادسا را به عنوان پایتخت استان رومی اسروئن نام می‌برد. سرباز رومی و مورخ لاتین امیانوس مارسلینوس استحکامات مهیب شهر و چگونگی مقاومت آن در سال ۳۵۹ در برابر حمله شاپور دوم (۳۰۹–۳۷۹) را توصیف کرد.
این شهر مرکز تفکرات الهیاتی و فلسفی یونانی و آشوری (سریانی) بود که میزبان مدرسه ادسا مشهور بود و افرادی چون تاتیان و افرایم قدیس و فرهاد قدیس از این شهر برخاستند. ادسا تا زمان تصرف آن توسط ایرانیان در طول جنگ شاهنشاهی ساسانی و امپراتوری بیزانس (۶۰۲–۶۲۸) در دست روم باقی ماند، رویدادی که توسط مورخ یونانی «Chronicon Paschale» در سال ۶۰۹ ثبت شده‌است. کنترل رومیان بود. با پیروزی‌های ۶۲۷ و ۶۲۸ هراکلیوس (۶۱۰–۶۴۱) در جنگ بیزانس و ساسانیان بازسازی شد، اما شهر دوباره در سال ۶۳۸، در جریان فتح شام توسط مسلمانان در دوران خلافت راشدین از دست رفت. تا زمانی که امپراتوری بیزانس به‌طور موقت شهر را در اواسط قرن دهم پس از تعدادی تلاش ناموفق بازپس گرفت، به کنترل رومیان بازنگشت.
امپراتوری بیزانس در سال ۱۰۳۱ مجدداً کنترل شهر را به دست گرفت، اگرچه مدت زیادی تحت حکومت آنها باقی نماند و قبل از پایان قرن چندین بار دست به دست شد. کنت‌نشین ادسا، یکی از ایالت‌های صلیبی که پس از موفقیت در اولین جنگ صلیبی ایجاد شد، این شهر مرکز این کنت‌نشین بود، صلیبی‌ها شهر را از سلجوقیان گرفتند. این شهرستان تا زمان محاصره ادسا در سال ۱۱۴۴ دوام آورد، که در آن عمادالدین زنگی، بنیانگذار دودمان زنگیان، شهر را تصرف کرد و به گفته ماتئوس اورهایتسی، بسیاری از ادسایی‌ها را کشت. سرزمین‌های دودمان زنگی در نهایت در سال ۱۵۱۷ پس از نبرد چالدران در سال ۱۵۱۴ توسط امپراتوری عثمانی تصرف شد.

## نام

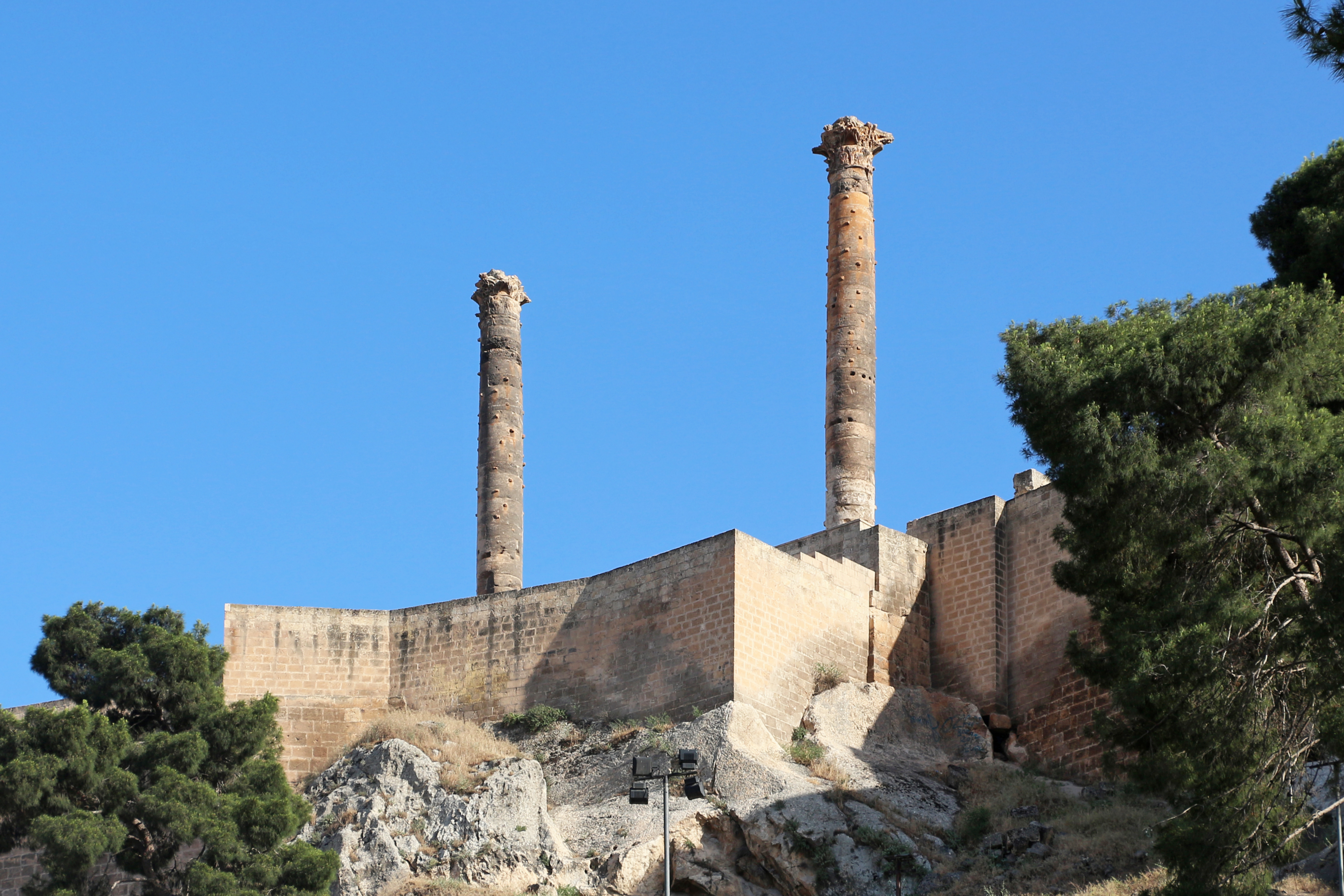
میراث ادسا رومی، امروز در این ستون‌ها در محل قلعه اورفا که بر خط افق شهر مدرن شانلی‌اورفه تسلط دارد، باقی مانده‌است.

قدیمی‌ترین نام شهر «ادما» (همچنین «ادمه»، «ادمی»، «ادموم»؛ آرامی: אדמא) نوشته شده بود) که به خط آشوری در هزاره دوم پ. م ثبت شده‌است.
در سریانی به صورت ܐܕܡܐ Adme ضبط شده‌است.
این شهر باستانی در (حدود ۳۰۳ پ. م) پیش از میلاد توسط سلوکوس یکم نیکاتور به عنوان یک سکونتگاه نظامی هلنیستی بازسازی شد و به نام پایتخت باستانی مقدونیه، شاید به دلیل آب فراوان، درست مانند همنام مقدونی آن، نامگذاری شد.بعدها در قرن دوم پیش از میلاد، به «Callirrhoe» یا «Antiochia on the Callirhoe» تغییر نام داد (io {lang-grc | τιντιόχεια ἡ ἐπὶ Καλλιρρόης}}؛ لاتین: Antiochia ad Callirhoem) (یافت شده بر روی سکه‌های ادسایی ضرب شده توسط آنتیوخوس چهارم، ۱۷۵–۱۶۴ پیش از میلاد).
پس از سلطنت آنتیوخوس چهارم، نام شهر به یونانی به ادسا برگشت، و همچنین در ارمنی به صورت «Urha» آمده‌است. یا «اورها» (Urha)، در آرامی (سوری) به صورت «Urhay» یا «Orhay" (سریانی کلاسیک: ܐܘܪܗܝ)، در نوآرامی محلی (گویش طوریه) به صورت Urhoy، در عربی به صورت ar-Ruhā (الرُّهَا)، در زبان‌های کردی به صورت Riha، به صورت لاتین «روهایس»، و در نهایت به ترکی به عنوان «اورفا» یا Şanlıurfa ("اورفا باشکوه")، نام فعلی آن پذیرفته شد.  نام اصلی آرامی و سریانی این شهر ممکن است از فارسی نام خسرو گرفته شده باشد.
در اوایل قرن ششم "Justinopolis" نامگذاری شد. بر اساس برخی روایات یهودی و مسلمانان، این شهر اور کلدانی، زادگاه ابراهیم است.

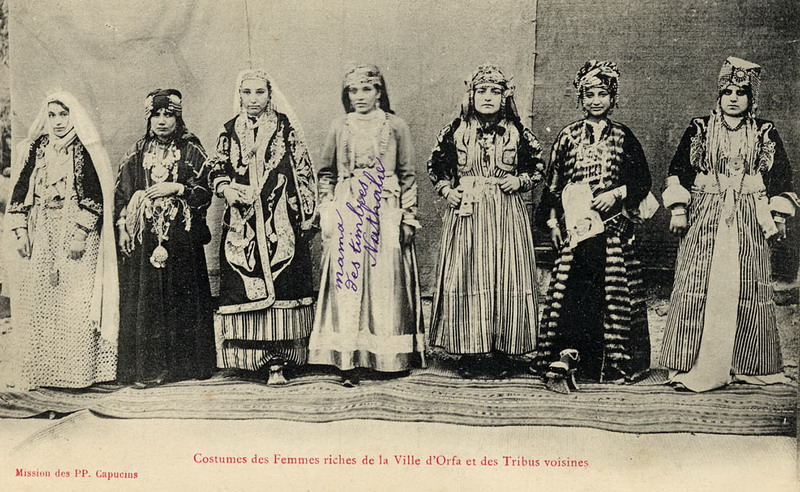
پوشش زنان ثروتمند در اِدِسا، رُها یا اورفا

## مردم‌شناسی

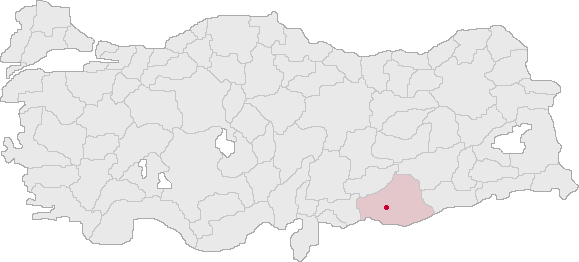
موقعیت شهر رُها و حومه‌اش که اکنون در کشور ترکیه امروزی جای دارد.

بیشتر مردمان آن پیروان مسیحی نسطوری بودند. امروزه به شانلی‌اورفه معروف است و در جنوب کشور ترکیه امروزی قرار دارد. افرادی چون تاتیان و افرایم قدیس و فرهاد قدیس از این شهر برخاستند.
جغرافی‌نویسان مسلمان اهمیت زیاد به آن نداده‌اند زیرا اکثریت اهالی آنجا به دین نصرانیت باقی بودند و کلیساهای بسیار، که ابن‌حوقل شمارهٔ آنها را سیصد کلیسا نوشته‌است، در آن شهر وجود داشت. مندیل عیسی نیز در آن شهر بود و مسلمانان در سال ۳۳۲ هجری برای اینکه شهر را از حمله و غارت رومیان در امان نگهدارند آن را به رومیان دادند. مقدسی در نیمهٔ دوم قرن چهارم به شرح کلیسای باشکوه ادسا که گنبدی موزاییک داشته‌است پرداخته و آن را یکی از عجایب چهارگانه دنیا به‌شمار آورده‌است و گویند مسجدالاقصی را در بیت‌المقدس به سبک این کلیسا ساخته‌اند و اضافه می‌کند که شهریست مستحکم.

### مآخذ
- Adai, Jacob (2005). "Edessa and the Syriac Language". The Harp. 18: 331–336. doi:10.31826/9781463233068-030. ISBN 9781463233068.
- Adler, William (2013). "The Kingdom of Edessa and the Creation of a Christian Aristocracy". Jews, Christians, and the Roman Empire: The Poetics of Power in Late Antiquity. Philadelphia: University of Pennsylvania Press. pp. 43–62, 277–282. ISBN 9780812208573.
- Barnard, Leslie W. (1968). "The Origins and Emergence of the Church in Edessa during the First Two Centuries A. D." (PDF). Vigiliae Christianae. 22 (3): 161–175. doi:10.1163/157007267X00438. S2CID 161640016. Archived from the original (PDF) on 2020-02-12.
- Walter Bauer 1971. Orthodoxy and Heresy in Earliest Christianity, 1934, (in English 1971): Chapter 1 "Edessa" (On-line text)
- Brock, Sebastian P. (2005). "The Theological Schools of Antioch, Edessa and Nisibis". Christianity: A History in the Middle East. Beirut: Middle East Council of Churches. pp. 143–160. ISBN 9789953003436.
- Brock, Sebastian P. (2009). "Edessene Syriac Inscriptions in Late Antique Syria". From Hellenism to Islam: Cultural and Linguistic Change in the Roman Near East. Cambridge: Cambridge University Press. pp. 289–302. ISBN 9780521875813.
- Brock, Sebastian P. (2013). "Manuscripts Copied in Edessa". Orientalia Christiana: Festschrift für Hubert Kaufhold zum 70. Geburtstag. Wiesbaden: Harrassowitz Verlag. pp. 109–128. ISBN 9783447068857.
- Curran, John (1998). "From Jovian to Theodosius".  In Cameron, Averil; Garnsey, Peter (eds.). The Cambridge Ancient History: The Late Empire, A.D. 337-425. Vol. XIII (2nd ed.). Cambridge University Press. pp. 78–110. ISBN 0-521-30200-5.
- Drijvers, Hendrik J. W. (1980). Cults and Beliefs at Edessa. Leiden: Brill. ISBN 9004060502.
- El-Azhari, Taef (2016). Zengi and the Muslim Response to the Crusades: The Politics of Jihad. Routledge.
- Everett-Heath, John (2018). "Şanlıurfa". The Concise Dictionary of World Place-Names (4 ed.). Oxford University Press. ISBN 978-0191866326.
- Fafinski, Mateusz (2024). "A Restless City: Edessa and Urban Actors in the Syriac Acts of the Second Council of Ephesus". Al-Masaq: 1–25. doi:10.1080/09503110.2024.2331915.
- Farina, Margherita (2018). "La linguistique syriaque selon Jacques d'Édesse". Lesauteurs syriaques etleurlangue. Paris: Geuthner. pp. 167–187.
- Griffith, Sidney H. (1986). "Ephraem, the Deacon of Edessa, and the Church of the Empire". Diakonia: Studies in Honor of Robert T. Meyer. Washington: CUA Press. pp. 25–52. ISBN 9780813205960.
- Griffith, Sidney H. (2002). "Christianity in Edessa and the Syriac-Speaking World: Mani, Bar Daysan, and Ephraem, the Struggle for Allegiance on the Aramean Frontier". Journal of the Canadian Society for Syriac Studies. 2: 5–20. doi:10.31826/jcsss-2009-020104. S2CID 166480216. Archived from the original on 2018-12-11. Retrieved 2020-12-16.
- Griffith, Sidney H. (2003). "The Doctrina Addai as a Paradigm of Christian Thought in Edessa in the Fifth Century" (PDF). Hugoye: Journal of Syriac Studies. 6 (2): 269–292. doi:10.31826/hug-2010-060111. S2CID 212688514.
- A. von Gutschmid, Untersuchungen über die Geschichte des Königliches Osroëne, in series Mémoires de l'Académie Impériale des Sciences de Saint-Pétersbourg, series 7, vol. 35.1 (St. Petersburg, 1887)
- Gray, Eric William; Kuhrt, Amélie (2012). "Edessa". The Oxford Classical Dictionary (4 ed.). Oxford University Press. ISBN 978-0-19-954556-8.
- Harrak, Amir (1992). "The Ancient Name of Edessa" (PDF). Journal of Near Eastern Studies. 51 (3): 209–214. doi:10.1086/373553. S2CID 162190342. Archived from the original (PDF) on 2014-08-09.
- Healey, John F. (2007). "The Edessan Milieu and the Birth of Syriac" (PDF). Hugoye: Journal of Syriac Studies. 10 (2): 115–127.
- Keser-Kayaalp, Elif; Drijvers, Hendrik J. W. (2018). "Edessa". The Oxford Dictionary of Late Antiquity. Vol. 1. Oxford: Oxford University Press. pp. 516–518. ISBN 9780192562463.
- Lieu, Samuel (1997). "Edessa". Encyclopaedia Iranica. Vol. 8. pp. 174–175.
- Millar, Fergus (1967). The Roman Empire and Its Neighbours. New York: Delacorte Press. ISBN 9780440017691.
- Millar, Fergus (1993). The Roman Near East, 31 BC - AD 337. Cambridge: Harvard University Press. ISBN 9780674778863.
- Millar, Fergus (2004). Rome, the Greek World, and the East: Government, Society and Culture in the Roman Empire. Vol. 2. Chapel Hill: University of North Carolina Press. ISBN 9780807855201.
- Millar, Fergus (2006). Rome, the Greek World, and the East: The Greek World, the Jews, and the East. Vol. 3. Chapel Hill: University of North Carolina Press. ISBN 9780807876657.
- Millar, Fergus (2006). A Greek Roman Empire: Power and Belief under Theodosius II (408–450). Berkeley: University of California Press. ISBN 9780520253919.
- Millar, Fergus (2011). "Greek and Syriac in Edessa: From Ephrem to Rabbula (CE 363-435)". Semitica et Classica. 4: 99–114. doi:10.1484/J.SEC.1.102508.
- Millar, Fergus (2012). "Greek and Syriac in Fifth-Century Edessa: The Case of Bishop Hibas". Semitica et Classica. 5: 151–165. doi:10.1484/J.SEC.1.103053.
- Reinink, Gerrit J. (1995). "Edessa Grew Dim and Nisibis Shone Forth: The School of Nisibis at the Transition of the Sixth-Seventh Century". Centres of Learning: Learning and Location in Pre-modern Europe and the Near East. Leiden: Brill. pp. 77–89. ISBN 9004101934.
- Ross, Steven K. (2001). Roman Edessa: Politics and Culture on the Eastern Fringes of the Roman Empire, 114-242 CE. London-New York: Routledge. ISBN 9781134660636.
- Segal, Judah B. (1970). Edessa: The Blessed City. Oxford: Clarendon Press. ISBN 9780198215455.

- فرهنگ فارسی معین